# Les Arengades i el Camp dels Enginyers
Les Arengades i el Camp dels Enginyers – miejscowość w Hiszpanii, w Katalonii, w prowincji Girona, w comarce Alt Empordà, w gminie Vilafant.
Według danych INE z 2005 roku miejscowość zamieszkiwało 2 366 osób.